# Craig Menear
Craig A. Menear (Flint, Míchigan; 1958) es un ejecutivo de negocios estadounidense. Actualmente se desempeña como presidente y director ejecutivo de The Home Depot. 

## Primeros años
Menear nació alrededor de 1958 en Flint, Míchigan. Su padre trabajó como fabricante de herramientas y matrices para General Motors.
Se graduó de la Universidad Estatal de Míchigan en 1979.

## Carrera
Menear comenzó su carrera en varios minoristas locales. Su primer trabajo de posgrado fue en Montgomery Ward, una cadena de tiendas departamentales. Anteriormente trabajó para Builders Emporium y fue gerente de distribución de IKEA antes de trabajar para The Home Depot.
Se unió a Home Depot en 1997. Se convirtió en vicepresidente ejecutivo de comercialización en 2007. Se ha desempeñado como su director ejecutivo desde noviembre de 2014  y como su presidente desde febrero de 2015. Se estima que ganó $11.5 millones de dólares en 2016.